# Peter Tracy
Peter Tracy (* 9. Januar 1955; † 5. Dezember 2024) war ein neuseeländischer Stabhochspringer.
Bei den British Commonwealth Games 1974 in Christchurch wurde er Vierter.
Seine persönliche Bestleistung von 5,20 m stellte er am 6. März 1976 in El Paso auf.